# Zastava M93 Black Arrow
O M93 Black Arrow (em sérvio:  М93 „црна стрела/crna strela“) é um fuzil antimaterial de origem sérvia, desenvolvido nos calibres 12,7x99mm NATO ou 12,7x108mm desenvolvido e fabricado pela Zastava Arms.

## Visão geral
O objetivo principal desse fuzil é o engajamento de longo alcance de alvos raramente visíveis e, devido a isso, é fornecido apenas com uma mira óptica, que está incluída no conjunto do fuzil (ampliação de 8x com a divisão de até 1.800 m). A sua montagem também pode aceitar miras de outros fabricantes.
Membros da família foram testados em operações de combates em Kosovo e República da Macedônia em condições extremas.

## Design e recursos
O fuzil Zastava M93 Black Arrow está disponível em 12,7×108mm e 12,7x99mm NATO. É uma arma de fogo de ação de ferrolho, refrigerada a ar, alimentada por carregador, com coronha fixa.

## Usuários
- Armênia: Usada por atiradores de precisão do exército.[3][4]
- Argélia[5]
- Geórgia
- Indonésia[6]
- Jordânia[6]
- Macedônia[7]
- Arábia Saudita
- Sérvia
- Sri Lanka[8]
- Líbia: Comprada em 2014.
- Curdistão iraquiano: Usada pelas forças peshmerga.